# آمادی کامارا
آمادی کامارا (به انگلیسی: Amady Camara) (زاده ۲۸ مه ۲۰۰۵) بازیکن فوتبال حرفه‌ای اهل مالی است که به عنوان مهاجم برای باشگاه اشتورم گراتس در بوندس‌لیگا اتریش و تیم ملی مالی بازی می‌کند.

## عملکرد باشگاهی
کامارا در باماکو، پایتخت مالی متولد شد. او فوتبال را تا ۱۷ سالگی در باشگاه دیارا ادامه داد و در تابستان ۲۰۲۳ به باشگاه اشتورم گراتس در بوندسلیگای اتریش پیوست.
اوکار خود را با بازی برای تیم ذخیره آغاز کرد و در بازی مقابل سن پولتن از مسابقات دسته دوم، که باخت ۴–۱ نتیجه‌اش بود، اولین بازی را برای تیمش انجام داد و به عنوان بازیکن تعویضی به میدان رفت. او در تساوی ۲–۲ مقابل فلوریدسدورفر گل تساوی تیمش را در دقیقه ۸۳ به ثمر رساند که اولین گل حرفه‌ای او بود. در طول آن فصل، کامارا در ۱۳ بازی ۶ گل به ثمر رساند، از جمله دو گل در باخت ۵–۲ مقابل لافنیتس.
کامارا اولین بازی خود برای تیم اصلی را در نوامبر ۲۰۲۳ مقابل آستریا کلاگن‌فورت انجام داد که اولین بازی او در بوندس‌لیگای اتریش نیز بود و در دقیقه ۶۵ به عنوان بازیکن تعویضی وارد زمین شد و به این ترتیب به چهار هزارمین بازیکنی تبدیل شد که در بوندس‌لیگای اتریش به میدان رفته است. او در آن فصل ۱۷ بازی برای تیم اصلی انجام داد و یک گل مقابل آستریا کلاگن‌فورت به ثمر رساند. در فوریه ۲۰۲۴، او اولین گل خود را برای این باشگاه در پیروزی ۴–۱ مقابل اسلوان براتیسلاوا در بازی رفت پلی‌آف لیگ کنفرانس اروپا به ثمر رساند.

## عملکرد ملی
کامارا اولین بازی خود را برای تیم ملی مالی در ۶ سپتامبر ۲۰۲۴ در مقدماتی جام ملت‌های آفریقا مقابل موزامبیک در ورزشگاه ۲۶ مارس انجام داد.

## آمار عملکرد

### باشگاهی
تا تاریخ ۲۷ آوریل ۲۰۲۵
| باشگاه          | فصل          | لیگ             | لیگ      | لیگ    | جام داخلی | جام داخلی | اروپایی  | اروپایی | سایر     | سایر   | مجموع    | مجموع  |
| باشگاه          | فصل          | دسته            | بازی(ها) | گل(ها) | بازی(ها)  | گل(ها)    | بازی(ها) | گل(ها)  | بازی(ها) | گل(ها) | بازی(ها) | گل(ها) |
| --------------- | ------------ | --------------- | -------- | ------ | --------- | --------- | -------- | ------- | -------- | ------ | -------- | ------ |
| اشتورم گراتس II | ۲۴–۲۰۲۳      | لیگا.۲          | ۱۳       | ۶      | ۰         | ۰         | —        | —       | —        | —      | ۱۳       | ۶      |
| اشتورم گراتس    | ۲۴–۲۰۲۳      | بوندس‌لیگا اتریش | ۱۷       | ۱      | ۳         | ۰         | ۴        | ۱       | ۰        | ۰      | ۲۴       | ۲      |
| اشتورم گراتس    | ۲۵–۲۰۲۴      | بوندس‌لیگا اتریش | ۱۵       | ۰      | ۳         | ۰         | ۴        | ۰       | ۰        | ۰      | ۲۲       | ۰      |
| اشتورم گراتس    | مجموع        | مجموع           | ۳۲       | ۱      | ۶         | ۰         | ۴        | ۰       | ۰        | ۰      | ۴۲       | ۱      |
| مجموع عملکرد    | مجموع عملکرد | مجموع عملکرد    | ۴۵       | ۷      | ۶         | ۰         | ۸        | ۱       | ۰        | ۰      | ۵۹       | ۸      |

1. ↑  بازی‌ها در لیگ کنفرانس اروپا
2. ↑  بازی‌ها در لیگ قهرمانان اروپا

### ملی
تا تاریخ ۱۰ سپتامبر ۲۰۲۴
| تیم ملی | سال   | بازی(ها) | گل(ها) |
| ------- | ----- | -------- | ------ |
| مالی    | ۲۰۲۴  | ۲        | ۰      |
| مجموع   | مجموع | ۲        | ۰      |